# Divisão do Atlântico (NHL)
A Divisão do Atlântico da NHL (em inglês:  Atlantic Division; em francês:  Section Atlantique) é uma das duas divisões da Conferência Leste da NHL, foi criada em 1993, devido à nova organização de divisões proposta na liga, atualmente é composta por oito equipes, sendo cinco dos EUA e três do Canadá.

## Composição atual
- Boston Bruins
- Buffalo Sabres
- Detroit Red Wings
- Florida Panthers
- Montreal Canadiens
- Ottawa Senators
- Tampa Bay Lightning
- Toronto Maple Leafs

## Composições anteriores

### Mudanças em relação à temporada 1992-1993
- A Divisão do Atlântico é formada a partir do reposicionamento proposto pela NHL
- New Jersey Devils, New York Islanders, New York Rangers, Philadelphia Flyers, e Washington Capitals são transferidos da Divisão Patrick para a Divisão do Atlântico
- Tampa Bay Lightning é transferido da Divisão Norris para a Divisão do Atlântico
- Florida Panthers é adicionado como time de expansão

#### 1993–1998
- Florida Panthers
- New Jersey Devils
- New York Islanders
- New York Rangers
- Philadelphia Flyers
- Tampa Bay Lightning
- Washington Capitals

### Mudanças em relação à temporada 1997-1998
- Florida Panthers, Tampa Bay Lightning e Washington Capitals são transferidos para a nova Divisão Sudeste
- Pittsburgh Penguins é transferido da Divisão Nordeste para a Divisão do Atlântico

#### 1998–2013
- New Jersey Devils
- New York Islanders
- New York Rangers
- Philadelphia Flyers
- Pittsburgh Penguins

### Mudanças em relação à temporada 2012-2013
- Todos os times que compunham a divisão foram transferidos para a Divisão Metropolitana.
- Boston Bruins, Buffalo Sabres, Montreal Canadiens, Ottawa Senators e Toronto Maple Leafs foram transferidos da Divisão Nordeste.
- Florida Panthers e Tampa Bay Lightning foram transferidos da Divisão Sudeste.
- O Detroit Red Wings foi transferido da Divisão Central.[2]

#### 2013-2020
- Boston Bruins
- Buffalo Sabres
- Detroit Red Wings
- Florida Panthers
- Montreal Canadiens
- Ottawa Senators
- Tampa Bay Lightning
- Toronto Maple Leafs

### Mudanças em relação à temporada 2019-2020
- A divisão não foi utilizada na temporada 2020-2021, e, devido às restrições da pandemia de COVID-19, a NHL foi reorganizada em 4 divisões sem conferências.
- Boston Bruins e Buffalo Sabres foram transferidos para a Divisão Leste.
- Detroit Red Wings, Florida Panthers e Tampa Bay Lightning foram transferidos para a Divisão Central.
- Montreal Canadiens, Ottawa Senators e Toronto Maple Leafs foram transferidos para a Divisão Norte.[3]

### Mudanças em relação à temporada 2020-2021
- A liga voltou ao antigo agrupamento de divisões e conferências.
- Boston Bruins e Buffalo Sabres foram transferidos da Divisão Leste.
- Detroit Red Wings, Florida Panthers e Tampa Bay Lightning foram transferidos da Divisão Central.
- Montreal Canadiens, Ottawa Senators e Toronto Maple Leafs foram transferidos da Divisão Norte.[4]

#### A partir de 2021
- Boston Bruins
- Buffalo Sabres
- Detroit Red Wings
- Florida Panthers
- Montreal Canadiens
- Ottawa Senators
- Tampa Bay Lightning
- Toronto Maple Leafs

## Campeões da divisão
- 1994 - New York Rangers
- 1995 - Philadelphia Flyers
- 1996 - Philadelphia Flyers
- 1997 - New Jersey Devils
- 1998 - New Jersey Devils
- 1999 - New Jersey Devils
- 2000 - Philadelphia Flyers
- 2001 - New Jersey Devils
- 2002 - Philadelphia Flyers
- 2003 - New Jersey Devils
- 2004 - Philadelphia Flyers
- 2005 - Temporada não realizada devido ao locaute da NHL.
- 2006 - New Jersey Devils
- 2007 - New Jersey Devils
- 2008 - Pittsburgh Penguins
- 2009 - New Jersey Devils
- 2010 - New Jersey Devils
- 2011 - Philadelphia Flyers
- 2012 - New York Rangers
- 2013 - Pittsburgh Penguins
- 2014 - Boston Bruins
- 2015 - Montreal Canadiens
- 2016 - Florida Panthers
- 2017 - Montreal Canadiens[5]
- 2018 - Tampa Bay Lightning[6]
- 2019 - Tampa Bay Lightning[7]
- 2020 - Boston Bruins[8]
- 2021 - Temporada não realizada devido ao covid-19.
- 2022 - Florida Panthers
- 2023 - Boston Bruins
- 2024 - Florida Panthers

## Campeões da Copa Stanley
- 1994 - New York Rangers
- 1995 - New Jersey Devils
- 2000 - New Jersey Devils
- 2003 - New Jersey Devils
- 2009 - Pittsburgh Penguins
- 2020 - Tampa Bay Lightning [8]
- 2024 - Florida Panthers

## Fonte
- NHL History